# Crkva sv. Jurja Mučenika u Planini Donjoj
Crkva sv. Jurja Mučenika katolička je crkva čiji najstariji djelovi potječu iz 13. stoljeća. Nalazi se u zagrebačkom naselju Planina Donja u gradskoj četvrti Sesvete. Svojim istaknutim položajem na jednom od brežuljaka medvedničkog prigorja, dominira okolnim krajolikom. Okružena je zidom, a sa njene sjeveroistočne strane smješteno je groblje. Kapela je zaštićeno kulturno dobro Republike Hrvatske.

## Povijest i arhitektura
Prvo spominjanje lokaliteta Planina u povijesnim izvorima datira iz 1209. godine. U 13. je stoljeću Planina pripadala "križonoscima sv. Groba jeruzalemskog". Križonosci su bili srednjevjekovni red koji je u prvoj polovini 13. stoljeća u Planini sagradio kapelu sv. Jurja. Tijekom kanonskih vizitacija iz 1423. godine zabilježeno je da je crkva sv. Jurja u Planini filijala Kašinske župe. Današnji oblik crkva dobiva pod upravom isusovaca koji su bili vlasnici Planine od početka 17. stoljeća pa sve do 1773. godine kada je isusovački red ukinut. Tijekom kanonskih vizitacija iz 1757. i 1777. godine zabilježeno je da je crkva sv. Jurja zidana građevina sa svetištem, svodom, predvorjem, drvenim korom, sakristijom, te ravnim drvenim stropom znad lađe. Crkva je bila popločena kamenom, pokrivena šindrom i te je imala drveni toranj. U unutrašnjosti su se nalazili drveni oltari sv. Jurja i sv. Blaža sa slikama, te oltar Blažene Djevice Marije. Godine 1797. sagrađen je masivan zidani zvonik ispred pročelja.
Današnja crkva sv. Jurja jednobrodna je građevina s kvadratnim svetištem. Ispred njenog zapadnog pročelja nalazi se zvonik, a sakristija je smještena južno uz svetište. Gotički profilirani, kameni dovratnik ulaznog portala i masivni kompleks zidova lađe i predvorja ostaci su srednjovjekovne građevine.
Svetište crkve je uže i niže od lađe te je natkriveno kupolastim svodom.U svetištu se nalazi drveni oltar sa slikom sv. Jurja i bočnim kipovima sv. Petra i sv. Pavla. Na zidu iznad ulaza u sakristiju nalazi se zidna slika izgona Adama i Eve iz raja, a na ravnom je stropu stilizacija Božjega oka. Lađa crkve ima ravni strop, a na bočnim su zidovima postavljene zidne slike posljednje večere i govora na gori. Bočno se nalazi oltar Gospe Lurdske s kipom, a ispred svetišta se nalaze zidne slike Srca Isusova i Marijina. Na južnom bočnom zidu smješten je sporedni ulaz u crkvu i zidna slika sv. Blaža koja je spomen na stari oltar iz 18. stoljeća. Uz slike križnoga puta u crkvi se nalazi još nekoliko pučkih slika sakralne tematike, te slike svetaca. Crkva ima i kor. Unutrašnjost crkve uređena je 1992. godine.

U potresu koji je pogodio Zagreb u ožujku 2020. godine, crkva sv. Jurja teško je stradala. Obnovljena je sredstvima Fonda solidarnosti Europske unije, te sredstvima državnog proračuna.
- Pogled na crkvu
- Unutrašnjost crkve
- Oltar i slika sv. Jurja u pozadini
- Strop iznad svetišta sa slikom Božjeg oka
- Izgon iz raja
- Pogled na kor i izlaz
- Bočni oltar Gospe Lurdske
- Pogled s kora
- Zidna slika - Govor na gori
- Zidna slika - Posljednja večera
- Kameni dovratnik